# Frank-Thomas Mende
Frank-Thomas Mende (* 21. Oktober 1949 in Annaberg-Buchholz) ist ein deutscher Schauspieler, Regisseur und Übersetzer.

## Leben
Nach einem Magisterstudium mit den Fächern Anglistik, Germanistik, Theaterwissenschaft und Philosophie in Marburg, Wien, London, Boston (Studienabschluss „Magister Artium“ in Marburg) und Schauspielunterricht in  Stuttgart, London und USA, war Frank-Thomas Mende unter anderem an den Theatern in Stuttgart, Dortmund, Gießen, Mainz, Wiesbaden und Hamburg (Thalia Theater) und Renaissance-Theater Berlin engagiert (auch als Dramaturg und Regisseur).
Seit 1983 ist er freischaffender Schauspieler mit Gastrollen an vielen deutschen Theatern. Auch im Fernsehen wirkte er in zahlreichen Fernsehspielen und -serien mit.
Seit 1992 spielte er bei der RTL-Seifenoper Gute Zeiten, schlechte Zeiten (kurz GZSZ) die Rolle des „Clemens Richter“. Er war seit der ersten Folge dabei und hat seinerzeit am 11. Mai 1992 den ersten Satz in der ersten deutschen täglichen Serie gesprochen: „Was ist denn?“. Im September 2009 gab er bekannt, seinen 2010 auslaufenden Vertrag nicht mehr verlängern zu wollen. Im August 2011 war er für einen Gastauftritt einige Folgen lang zu GZSZ zurückgekehrt.
Seit Juli 2010 arbeitet er wieder als freischaffender Schauspieler und war 2010 und 2012 in der Titelrolle von Ben Jonsons Volpone auf Tournee. Im Sommer 2012 war er in Telfs bei den Tiroler Volksschauspielen als „Falstaff“ in William Shakespeares Die windigen Weiber von Winzor zu sehen.
Außerdem arbeitet er als erfolgreicher Übersetzer und Bearbeiter von Theaterstücken von bislang 86 Dramen aus dem anglo-amerikanischen Bereich und führte Regie (u. a. bei der ebenfalls für RTL produzierten Serie Unter uns).

## Filmografie
- 1986: Gestatten, Bestatter
- 1986: Segeln macht frei
- 1989: Liebe, Tod und kleine Teufel
- 1992–2010, 2011: Gute Zeiten, schlechte Zeiten (Fernsehserie)
- 2004: Lord of the Undead